# Ria Verhaeghe
Ria Verhaeghe (Roeselare, 14 augustus 1950) is een Belgische kunstenares. Haar werk concentreert zich op het verzamelen en archiveren van anonieme krantenfoto’s. Door middel van verschillende technieken kent ze andere en nieuwe betekenissen toe aan deze persfoto's.

## Levensloop
Verhaeghe werd geboren als kind van een Vlaamse vader en een Hongaarse moeder. Ze doorliep haar middelbare school in Barnum te Roeselare. Hierna studeerde ze aan het Sint-Jansinstituut voor verpleegkunde te Brugge en werkte als verpleegkundige in de gezondheidszorg tot 1984. Ze volgde de opleiding beeldende kunsten (als vrije leerling) aan de Koninklijke Academie te Kortrijk (1973 – 1978) en studeerde muziekgeschiedenis aan het Brugs Conservatorium (1984 – 1989).
Verhaeghe is gehuwd en moeder van drie zonen. Ze leeft en werkt te Brugge.

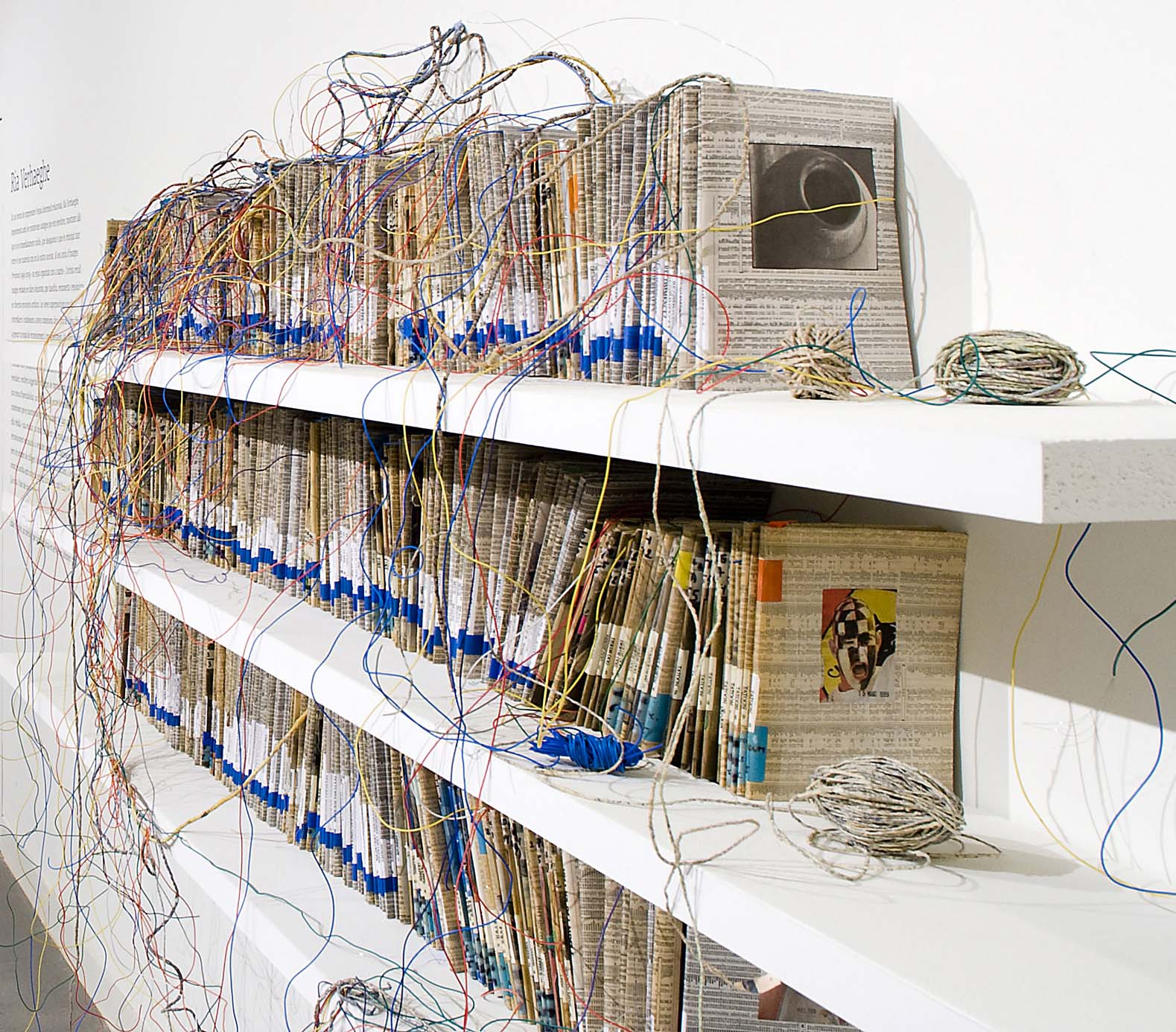
'Provisoria' tijdens de tentoonstelling 'Alma Matrix' in Fondation Antonin Tapies, Barcelona (2010)

## Werk
Sinds 1990 verzamelt Verhaeghe foto’s uit kranten en tijdschriften met het idee zorg te dragen voor vluchtige, snel vergeten en massaal gedeelde beelden, door er een andere betekenis aan te geven. Ze bundelt en catalogiseert deze beelden volgens eigen principes, in een matrix met: groepen, trefwoorden en kleuren. In haar archief Provisoria (afgeleid van 'pro-videre-ria') krijgen ze een tijdelijke plaats. Concreet bestaat de Provisoria uit honderden schriftjes waarin duizenden krantenfoto’s zijn geplakt. Een deel van de verzameling is gedigitaliseerd en kan men online raadplegen.
Het beeldarchief Provisoria een werk op zich, is een inspiratiebron voor haar kunstwerken, zoals: tekeningen, schilderijen, collages, sculpturen, geborduurde grafieken, video’s en installaties.
Een bijzondere groep in de ‘Provisoria’ zijn de Glenden (afgeleid van een dyslectisch uitgesproken versie van het woord 'legenden') een verzameling van merkwaardige dubbelbeelden, van overlappende foto's op een krantenpagina.
Zo verzamelt Verhaeghe, onder de kop Verticals, foto’s van doden. Door deze beelden vanuit hun oorspronkelijk horizontaal gezichtspunt rechtop te plaatsen, krijgen ze een nieuwe betekenis. Op een houten drager bedekt met bladgoud brengt ze de beelden aan. Het herpositioneren van een liggend (horizontaal) naar een staand beeld (verticaal) evoceert een vorm van herstel. C. De Zegher schrijft: "De interne dynamiek van het verdwijnen en verschijnen van het beeld wordt aangedreven door een continue beweging: van het negatieve naar het positieve, van het passieve naar het actieve, van het esthetische naar het ethische." 

Tijdens het voorjaar van 2020 plaatste Verhaeghe elke dag een foto op sociale media. Het betrof een foto van de waterspiegel (de Spiegelrei) die ze nam vanuit haar ateliervenster  in het hartje van Brugge. De stroom van het water in combinatie met de wind en het licht leverden een oneindige variatie aan beelden op die ze telkens weer opnieuw vastlegde. Ze richtte haar blik op de periferie en eens te meer maakte ze die tot het centrum van haar werk. Panta Rhei (Grieks: πάντα ῥεῖ) verwijst naar een citaat van Heraclitus dat ‘alles stroomt’ betekent. Alles om ons heen verandert naar het beeld van het water, niets blijft hetzelfde. Panta Rhei staat bijgevolg ook voor een boodschap van hoop: vermits alles voortdurend verandert kunnen we het negatieve ook omzetten in positieve energie. Ria Verhaeghe ontwikkelde dit thema verder in de tentoonstelling 'Panta Rhei, Spiegelrei' in BE-PART te Waregem.

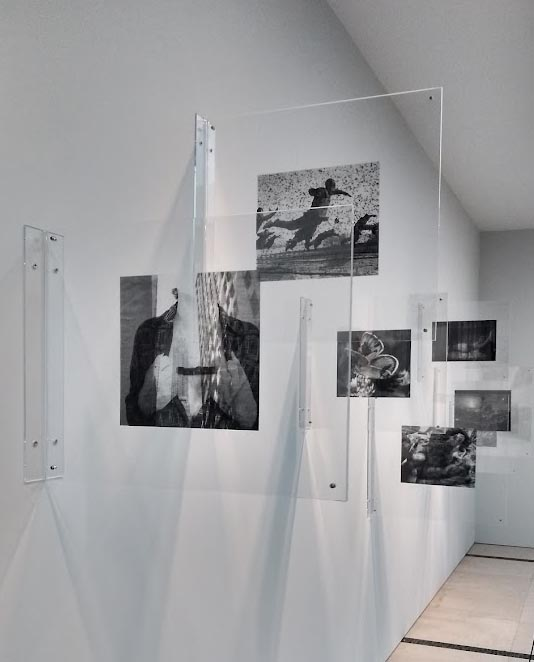
Reeks van Glenden (Tentoonstelling: (un)common values in de Nationale Bank van België, 2022)

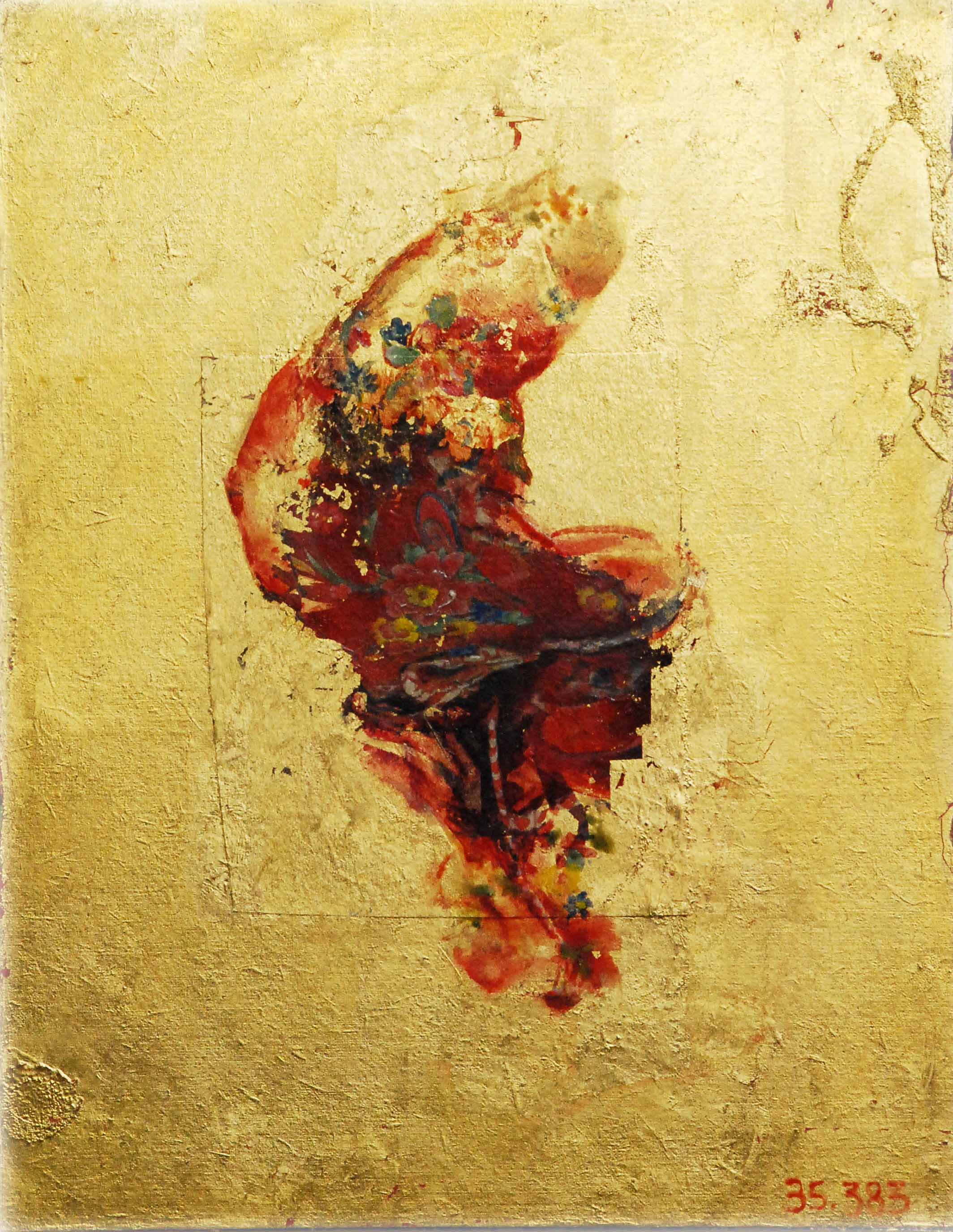
Vertical 35 383

Het werk van Ria Verhaeghe werd tentoongesteld in meerdere Belgische en internationale exposities. Haar werk is eveneens opgenomen in verscheidene binnen- en buitenlandse collecties.

## Tentoonstellingen (selectie)
- 2023  Art Brussels / Richard Saltoun Gallery / Solo.
- 2023  Panta Rhei, Spiegelrei, BE-PART, Platform voor actuele kunst / WAREGEM.
- 2022: (un)common values, National Bank of Belgium, Brussel.[5]
- 2019: Saudade, Kunstenfestival Watou.[6]
- 2019: Elective - Affinites 5, in samenwerking met Jasper Rigole, Rijksarchief Brugge.[7]
- 2017: Verticals, Installatie in zaal Middeleeuwse kunst, Museum van Schone Kunsten, MSK Gent.[8][9]
- 2017: Dreamcatching, Kunstproject met leerlingen, in VTI Waregem en BE-PART, resident in BE-PART.[10][11]
- 2013: More light, 5th Moscow Biënnale, curator Catherine de Zegher.[12]
- 2012: All our relations, 18th Biënnale of Sydney, curator Catherine de Zegher & Gerald Mc Master.[13]
- 2010: Alma Matrix, Antoni Tapies Foundation, Barcelona.[14]
- 2008: Provisoria, Fotomuseum Antwerpen.[15]
- 2005 Verfraaiing, Provincie West-Vlaanderen.[16]
- 2002: Souvenirs, souvenirs ...,  kunstproject met de bewoners van de Brugse woon-zorgcentra. Brugge 2002, culturele hoofdstad.[17]
- 2001, 2003: Vertoning video’s: Trappen en Fourche, Rencontres Internationales Paris/Berlin, in Paris en Berlijn
- 1999: Vertoning video’s: Trappen en Fourche, Argos, Brussel.
- 1996: Zijsporen: Kunst op het spoor, Gynaika, tentoonstelling in verscheidene Belgische stations.[18]

## Literatuur (selectie)

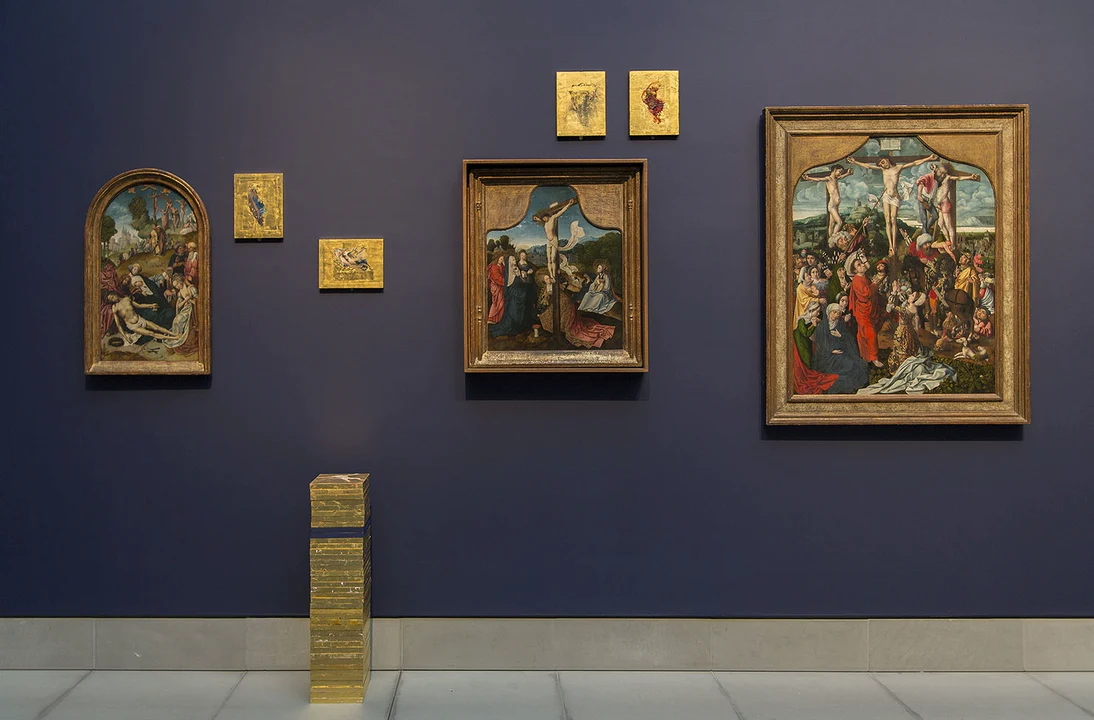
Verticals in MSK Gent